# Kumbhkot
Kumbhkot é uma vila no distrito de Kota, no estado indiano de Rajastão.

## Demografia
Segundo o censo de 2001, Kumbhkot tinha uma população de 5857 habitantes. Os indivíduos do sexo masculino constituem 53% da população e os do sexo feminino 47%. Kumbhkot tem uma taxa de literacia de 44%, inferior à média nacional de 59.5%: a literacia no sexo masculino é de 62% e no sexo feminino é de 24%. Em Kumbhkot, 20% da população está abaixo dos 6 anos de idade.